# Wola Dołhołucka
Wola Dołhołucka (ukr. Воля-Довголуцька) – wieś na Ukrainie, w rejonie stryjskim obwodu lwowskiego. Wieś liczy 497 mieszkańców.
W II Rzeczypospolitej do 1934 samodzielna gmina jednostkowa. Następnie należała do zbiorowej wiejskiej gminy Lubieńce w powiecie stryjskim w woj. stanisławowskiem. Po wojnie wieś weszła w struktury administracyjne Związku Radzieckiego.